# Tabanus destructus
Tabanus destructus är en tvåvingeart som beskrevs av Szilady 1926. Tabanus destructus ingår i släktet Tabanus och familjen bromsar. Inga underarter finns listade i Catalogue of Life.